# Klasztor Ojców Paulinów w Wieruszowie
Klasztor Ojców Paulinów w Wieruszowie – klasztor mieszczący się w powiecie wieruszowskim, w woj. łódzkim. Powstał w 1401, a w 1864 został przez paulinów opuszczony. Wrócili do niego po ok. 120 latach nieobecności.

## Historia

### Fundacja klasztoru
Początki klasztoru oo. Paulinów w Wieruszowie wiążą się z wieluńskim sędzią Bernardem Wieruszem. Ufundował on w 1401 klasztor przy drewnianym kościółku pw. Świętego Ducha, położonym nad Prosną u bram miasta Wieruszowa. Od czasów fundacji przetrwał do dziś obraz Miłosierdzia Bożego, zwany też obrazem Pana Jezusa Pięciorańskiego, który na początku zdobił ołtarz główny. Dziś znajduje się w ołtarzu mniejszym, gdzie został przeniesiony na życzenie dziedzica Andrzeja Wierzbięty Wieruszowskiego.

### Zniszczenia i odbudowy klasztoru
W 1612 klasztor został zniszczony przez pożar, w którym przetrwał obraz Miłosierdzia Bożego. Został on następnie umieszczony w odbudowanym kościele w 1632. Ikona ta była bardzo czczona przez lokalną ludność, dlatego w 1701 zostało powołane Bractwo Pięciorańskie. W 1680 bp Mikołaj Oborski dokonał konsekracji nowo wzniesionej świątyni. Umieścił on relikwie świętych męczenników w ołtarzowych mensach - Grzegorza, Maksyma i Witalisa oraz szczątki św. Kandydy. Do dziś w bazylice można zobaczyć barokowy wystrój wnętrza. Do najpiękniejszych dzieł należą: osiem, wspaniale przyozdobionych rzeźbami i złoceniami, bocznych ołtarzy, wykonana w podobnym stylu ambona, a także scena ukrzyżowania z ołtarza głównego.

### o. Augustyn Kordecki
Augustyn Kordecki przybył do wieruszowskiego klasztoru w 1673 na wizytację, gdzie niespodziewanie zmarł 20 marca 1673 roku w wieku 70 lat. Pochowano go w podziemiach klasztoru na Jasnej Górze. 

### Powrót
Po około 120 latach nieobecności w 1983 do kościoła pw. Ducha Świętego w Wieruszowie powrócili oo. paulini. W roku 1864 musieli oni opuścić to miejsce na mocy ukazu carskiego. W 2001 obchodzono jubileusz 600-lecia przybycia paulinów do Wieruszowa.

### Sanktuarium
Bp Stanisław Napierała 18 kwietnia 2009 podniósł kościół do rangi diecezjalnego sanktuarium Pana Jezusa Pięciorańskiego. W Polsce jest to pierwsza świątynia pod tym wezwaniem.

## Przeorowie
- o. Piotr Polek (2014– ?)[3]
- o. Piotr Piechocki (2020–)[4]

## Inne osoby związane z klasztorem
- o. Ludwik Kaszowski